# Ordinariato personal de Nuestra Señora de la Cruz del Sur
El ordinariato personal de Nuestra Señora de la Cruz del Sur (en latín: Ordinariatus Dominae Nostrae Meridianae Crucis in Australia y en inglés: Personal Ordinariate of Our Lady of the Southern Cross) es una circunscripción eclesiástica de la Iglesia católica en Australia. Se trata de un ordinariato personal latino de uso anglicano, inmediatamente sujeto a la Santa Sede. Desde el 1 de julio de 2023 es sede vacante y su administrador apostólico ad nutum Sanctae Sedis es el obispo Anthony Randazzo.

## Territorio y organización
El ordinariato personal tiene 7 688 287 km² y extiende su jurisdicción sobre los fieles católicos de rito latino y uso anglicano residentes en Australia, quienes deben expresar por escrito su voluntad de ser parte del ordinariato personal.
La sede del ordinariato personal se encuentra en Pennant Hills, un suburbio de la ciudad de Sídney, en donde se encuentra la parroquia de San Beda el Venerable, que utiliza la iglesia del Inmaculado Corazón de María de la arquidiócesis de Sídney, en el suburbio de Killara.
La potestad del ordinario es ordinaria, vicaria a nombre del papa y personal. Dicha potestad se ejerce de manera conjunta con la del obispo diocesano local en los casos previstos por las normas complementarias.
En 2023 en el ordinariato personal existían 26 parroquias.
Desde sus inicios el ordinariato personal ha crecido hasta incluir 12 congregaciones en los estados australianos y una congregación en el Territorio del Norte:
En Queensland
- Parish of Saint Thomas à Becket, en Brisbane;
- Parish of Saint Stephen, en Gold Coast;
- Parish of Our Lady of Walsingham, en Rockhampton;
- Parish of Saint Clare, en Cairns.

En Victoria
- Parish of Saint Benedict, en Caulfield (Melbourne);
- Parish of Saint Edmund Campion, en Mentone (Melbourne);
- Parish of The Most Holy Family, en Gippsland.

En Nueva Gales del Sur
- Parish of St Bede the Venerable, en Sídney;
- Parish of St Gregory the Great, en Lambton (Newcastle);
- Parish of St Ambrose, en Noraville.

En Australia Occidental
- Parish of Saint Ninian and Chad, en Perth.

En Australia Meridional
- Parish of St John Henry Newman, en Adelaida.

En el Territorio del Norte
- congregación en Darwin.

El ordinariato anunció en 2014 que la Iglesia del Estrecho de Torres, anteriormente una provincia separada de la Comunión Anglicana tradicional, ingresaría al ordinariato sustancialmente intacta y formaría un decanato territorial en esa región. Sin embargo, la Iglesia del Estrecho de Torres decidió más tarde no unirse al ordinariato. A pesar de eso una parroquia en la isla de Dauan en el estrecho de Torres (Queensland) eligió ingresar al ordinariato de todos modos y un exsacerdote de la Iglesia del Estrecho de Torres fue ordenado como diácono de transición en junio de 2018 por James Foley de Cairns.
El ordinariato personal también ha comenzado a echar raíces en Japón. En febrero de 2015 una congregación de la Iglesia anglicana tradicional de Japón, la comunidad de San Agustín de Canterbury, en Tokio, fue recibida en el ordinariato convirtiéndose en la primera comunidad en Asia. En junio de 2016 otro sacerdote fue ordenado para la comunidad de San Lorenzo de Canterbury, en Hiroshima.
En Filipinas, una pequeña comunidad del ordinariato organiza regularmente un ecumenical Evensong de acuerdo con el uso del ordinariato de Nuestra Señora de la Cruz del Sur en la diócesis de Cubao en Manila.
En Guam el ordinariato personal estableció la congregación de Santa Cruz, en Chalan Pago. En Nueva Zelanda el ordinariato personal intenta establer una comunidad, pero con escaso éxito.

## Historia
Desde el pontificado de Pío XII, si no antes, los papas concedieron la exención de la norma del celibato para la ordenación de personas casadas del clero protestante y anglicano y cuya unión fue reconocida por la Iglesia católica. Dado que los números eran generalmente pequeños, la Santa Sede resolvió estos casos individualmente. La situación cambió a fines de la década de 1970, cuando cientos de sacerdotes del clero de la Iglesia episcopaliana, algunos de los cuales llevaron consigo a sus congregaciones, buscaron la ordenación en la Iglesia católica y, en el caso de los que pasaban con las congregaciones llevaban libros litúrgicos que seguían su tradición anglicana. El papa Juan Pablo II respondió a esta situación, en primer lugar, definiendo una "provisión pastoral" para facilitar el procesamiento de la gran cantidad de solicitudes de dispensa del antiguo clero episcopal en los Estados Unidos en 1980 y, en segundo lugar, autorizando el Book of Divine Worship basado en el Libro de Oración Común para uso de comunidades de exanglicanos, en parroquias, misiones o capellanías de diócesis católicas locales. La Santa Sede también prescribió el uso de la Revised Standard Version, segunda edición católica de la traducción de textos bíblicos, en lugar de la traducción de la Santa Biblia entonces en uso en los Estados Unidos, en colaboración con los ritos del Book of Divine Worship. Este último se consideró oficialmente un trabajo provisional, autorizado ad experimentum en espera de la finalización de una edición final, pero no hubo más trabajo sobre los libros litúrgicos aprobados de la tradición anglicana en las décadas siguientes.
En la primera década del siglo XXI varios obispos de la Iglesia de Inglaterra y la Comunión Anglicana Tradicional se acercaron de forma independiente a la Santa Sede en busca de algún tipo de compromiso para preservar su autonomía y su estructura eclesial dentro de la Iglesia católica. El 4 de noviembre de 2009 el papa Benedicto XVI promulgó la constitución apostólica Anglicanorum coetibus gracias a la cual se permitió la erección de ordinariatos personales equivalentes a diócesis. La Santa Sede erigió más tarde tres de tales circunscripciones: el ordinariato personal de Nuestra Señora de Walsingham en el territorio de la Conferencia Episcopal de Inglaterra y Gales el 15 de enero de 2011, el ordinariato personal de la Cátedra de San Pedro en el territorio de la Conferencia de los Obispos Católicos de Estados Unidos (USCCB) el 1 de enero de 2012 y el ordinariato personal de Nuestra Señora de la Cruz del Sur en el territorio de la Conferencia Australiana de Obispos Católicos.
El ordinariato personal de Nuestra Señora de la Cruz del Sur fue erigido con el decreto The supreme law de la Congregación para la Doctrina de la Fe, aprobado por el papa Benedicto XVI el 15 de junio de 2012; al mismo tiempo Harry Entwistle, exobispo de la Iglesia católica anglicana en Australia de la Comunión anglicana tradicional, fue nombrado primer ordinario, quien fue ordenado sacerdote católico el mismo día. El decreto que erigió el ordinariato personal de la Cruz del Sur designó a la iglesia de los santos Ninian y Chad de Perth como la iglesia principal de la circunscripción, con el mismo papel que la iglesia catedral de una diócesis. Este edificio anteriormente albergaba una congregación de la Iglesia católica anglicana en Australia que fue recibida en el ordinariato. Este último recibió posteriormente miembros y clérigos de otras diez congregaciones en Australia y dos congregaciones en Japón. 
El 26 de marzo de 2019 el papa Francisco aceptó la dimisión del primer ordinario, Harry Entwistle, tras su jubilación, y nombró como ordinario a Carl Reid, hasta entonces decano del decanato de San Juan Bautista (Canadá) del ordinariato personal de la Cátedra de San Pedro. Reid fue instalado el 27 de agosto de 2019.

## Estadísticas
Según el Anuario Pontificio 2024 el ordinariato personal tenía a fines de 2023 un total de 1200 fieles bautizados.
| Año                                                                             | Población            | Población | Población      | Sacerdotes | Sacerdotes    | Sacerdotes    | Bautizados por sacerdote | Diáconos permanentes | Religiosos | Religiosos | Parroquias |
| Año                                                                             | Bautizados católicos | Total     | % de católicos | Total      | Clero secular | Clero regular | Bautizados por sacerdote | Diáconos permanentes | Varones    | Mujeres    | Parroquias |
| ------------------------------------------------------------------------------- | -------------------- | --------- | -------------- | ---------- | ------------- | ------------- | ------------------------ | -------------------- | ---------- | ---------- | ---------- |
| 2012                                                                            | 300                  |           |                | 7          | 7             | 0             | 42                       |                      |            |            | 4          |
| 2013                                                                            | 1000                 |           |                | 8          | 8             | 0             | 125                      |                      |            |            | 4          |
| 2014                                                                            | 2000                 |           |                | 14         | 14            | 0             | 142                      |                      |            |            | 11         |
| 2016                                                                            | 2031                 |           |                | 19         | 19            | 0             | 106                      |                      |            |            | 12         |
| 2019                                                                            | 1200                 |           |                | 23         | 23            | 0             | 52                       |                      |            |            | 16         |
| 2021                                                                            | 1200                 |           |                | 21         | 21            |               | 57                       |                      |            |            | 14         |
| 2023                                                                            | 1200                 |           |                | 17         | 17            |               | 70                       |                      |            |            | 26         |
| Fuente: Catholic-Hierarchy, que a su vez toma los datos del Anuario Pontificio. |                      |           |                |            |               |               |                          |                      |            |            |            |

## Episcopologio
- p. Harry Entwistle (15 de junio de 2012-26 de marzo de 2019 retirado)
- p. Carl Reid, desde el 26 de marzo de 2019-1 de julio de 2023 renunció)
  - Sede vacante (desde 2023)
  - Anthony Randazzo, desde el 1 de julio de 2023 (administrador apostólico ad nutum Sanctae Sedis)